# Cárcel de San Pedro
La Cárcel de San Pedro o el Penal de San Pedro, es un centro penitenciario boliviano ubicado en la ciudad de La Paz. Se popularizó internacionalmente por la difusión de los problemas de regulación, condiciones precarias y de autoorganización de los reos, problemas compartidos con una gran parte de las prisiones bolivianas.

## Características Principales
La Cárcel de San Pedro, al igual que otras cárceles en Bolivia presenta particularidades en sus sistema de control y problemas de hacinamiento y de condiciones inapropiadas para la reclusión. Los reos suelen desempeñar trabajos dentro de las instalaciones, pagan o alquilan sus dormitorios y a menudo viven con sus familiares.

## Infraestructura y acceso a celdas
La prisión está dividida en ocho sectores con distintos grados de comodidad cada una, las celdas se venden o rentan por el tiempo que dure la condena del prisionero. Las áreas más caras proveen a los reos de baños propios, una cocina, y televisión por cable; estas celdas son vendidas por alrededor de 15.000 dólares estadounidenses.[cita requerida] Un preso puede pagar por una extensión a dos pisos para poder tener una vista a través de la ciudad.
Aun así, la mayor parte de los reos viven en condiciones restringidas por lo que comúnmente viven cinco personas en un solo cuarto-celda.[cita requerida]
Existen áreas con sus propios puestos de ventas y áreas destinadas a juegos como billar y damas chinas. Las cantina y los restaurantes son propiedad de los reos y son operados por ellos mismos. También hay lugares que venden productos de abarrotes e ingredientes para que los reos cocinen su comida.[cita requerida]
Una cancha de fútbol es uno de los recintos abiertos más grandes dentro de la cárcel, con equipos que representan a cada uno de los ocho sectores, los cuales compiten con regularidad. Paredes adentro existe también un hotel para visitas, un hospital y una iglesia.

## Autoorganización
Dentro del Penal de San Pedro los reos han desarrollado sus propias leyes y reglas.[2][3] Cada sector elige anualmente un delegado (líder) y un tesorero. Existe muy poca tolerancia hacia aquellos que han cometido crímenes en contra de mujeres o niños y estos son severamente castigados por los otros reos. Muchos han muerto, y aquellos que sobreviven deben pagar por los servicios del hospital del penal.[4]
Líderes de la prisión elegidos previamente hacen cumplir las leyes de la comunidad, entre las actividades reguladas por los propios reos se encuentran la asignación, remodelación y cobro de alquileres por la comunidad de prisioneros, estas prácticas han sido denunciadas en numerosas ocasiones, en 2019 este tipo de acusaciones desencadenaron en el traslado del exalcalde Edgar Patana a un recinto penitenciario diferente, al ser acusado de haber realizado transaccione sy promovido el alquiler y remodelaciones en el centro penitenciario.

## Visitas

### Familiares y allegados
Por las condiciones de precariedad las visitas de los familiares y allegados se convierten en una posibilidad de mejorar las condiciones de vida de los reclusos, ya que estos pueden vender las artesanías que producen.
La prisión alberga aproximadamente 4,500 reos, El libro “Marching Powder” (“Polvo que se va” en español), escrito por Rusty Young, acerca de sus experiencias durante una estancia de cuatro meses de visita en la prisión fue publicado en el año 2003.[5]

### Visitas turísticas
La publicación supuso un gran interés en los turistas y la implementación de un circuito turístico al interior de la cárcel. Actividad que fue cuestionada implementando medidas de control por parte de la policía las cuales lograron su disminución pero no la desaparición de la práctica que podría ser catalogada dentro del Porno de la pobreza.
En 2009 se denunció que la venta de cocaína a los turistas otorgaba a los reclusos una significante entrada de dinero.